# Agama sylvana
Agama sylvana là một loài thằn lằn trong họ Agamidae. Loài này được Macdonald mô tả khoa học đầu tiên năm 1981.